# Viola rudolfii
Viola rudolfii är en violväxtart som beskrevs av VI.V.Nikitin. Viola rudolfii ingår i släktet violer, och familjen violväxter. Inga underarter finns listade i Catalogue of Life.